# Município de Waldo (condado de Marion, Ohio)
O município de Waldo (em inglês: Waldo Township) é um município localizado no condado de Marion no estado estadounidense de Ohio. No ano de 2010 tinha uma população de 1.143 habitantes e uma densidade populacional de 23,39 pessoas por km².

## Geografia
O município de Waldo encontra-se localizado nas coordenadas 40° 27′ 45″ N, 83° 04′ 23″ O. Segundo o Departamento do Censo dos Estados Unidos, o município tem uma superfície total de 48.86 km², da qual 48,82 km² correspondem a terra firme e (0,07 %) 0,04 km² é água.

## Demografia
Segundo o censo de 2010, tinha 1.143 habitantes residindo no município de Waldo. A densidade populacional era de 23,39 hab./km². Dos 1.143 habitantes, o município de Waldo estava composto pelo 97,9 % brancos, o 0,17 % eram afroamericanos, o 0,87 % eram asiáticos, o 0,09 % eram insulares do Pacífico, o 0,17 % eram de outras raças e o 0,79 % eram de uma mistura de raças. Do total da população o 0,79 % eram hispanos ou latinos de qualquer raça.